# دوروثي هارلي إيبر
دوروثي هارلي إيبر هي مؤرخة كندية، ولدت في 1925.